# Transmorphers
Transmorphers is een Amerikaanse film uit 2007 van The Asylum met Matthew Wolf.

## Verhaal
Een buitenaards ras van robots heeft de Aarde veroverd en de bevolking leeft inmiddels ondergronds. Een kleine groep mensen ontwikkelt een plan om de mechanische wezens te verslaan.

## Rolverdeling
| Acteur          | Personage           |
| --------------- | ------------------- |
| Matthew Wolf    | Mitchell            |
| Griff Furst     | Itchy               |
| Eliza Swenson   | Generaal Van Ryberg |
| Amy Weber       | Nadir               |
| Monique La Barr | Reitcha             |